# Vichairachanon Khadpo
Vichairachanon Khadpo (n. 3 martie 1968, Districtul Nong Ruea, Provincia Khon Kaen, Thailanda) este un boxer ce a reprezentat Thailanda, medaliat olimpic. A participat la 3 ediții ale Jocurilor Olimpice (1988, 1992, 1996) în care a câștigat o medalie de bronz.